# كوليجبار
كوليجبار هي بلدة في مقاطعة غيجدفان في ولاية بخارى في أوزبكستان.